# يا أبي العزيز (أوبرا)

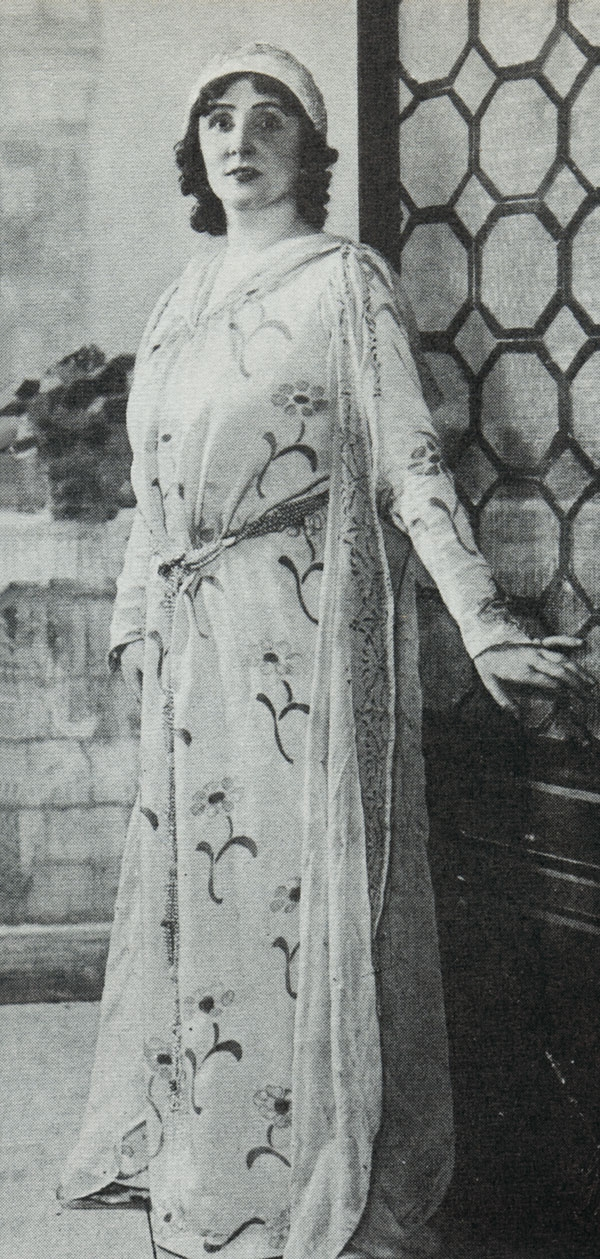
الممثلة المسرحية والمغنية الأوبرالية فلورنس إيستون في دور لوريتا في العرض العالمي الأول لأوبرا جياني شيتشي في 14 ديسمبر 1918

أو ميو بابينو كارو (O mio babbino caro) (بالعربية: يا أبي العزيز) هي مقطوعة لحنية غنائية أوبرالية إيطالية عريقة مستخرجة من أوبرا جياني شيتشي لسنة 1918، للملحن الإيطالي جياكومو بوتشيني من كتاب الكاتب المسرحي والمخرج الأوبرالي جيوفاشينو فورزانو. تعد الأغنية المقطوعة الأكثر شهرة على الإطلاق في مقطوعات الغناء الأوبرالية في العالم وثلاثية أوبرا جياكومو بوتشيني، وتؤدى الأغنية من طرف أقوى أنواع الأصوات النسائية (سوبرانو).
تعد المقطوعة من كلاسيكيات فن الأوبرا لافتتاح الغناء أو إنهائه، كما كانت تعد واحدة من المقطوعات الغنائية المفضلة للديفا ماريا كالاس
وتحكي كلمات المقطوعة التي أديت في شكل مسرحي أوبرالي قصة لوريتا التي تروي في قالب غنائي يسوده جو من الغيرة والنفاق والاتفاق المزدوج الذي يسود بعد ذلك، التوترات القوية التي تجري بينها وبين عائلة حبيبها، والتي تكاد تعصف بمستقبلها العاطفي لدرجة يمكن أن تؤدي إلى انفصالها عن حبيبها رينوتشيو.

## كلمات المقطوعة
| اللغة الأصلية | الترجمة العربية |
| --- | --- |
| O mio babbino caro Mi piace, è bello, è bello Vo’ andare in Porta Rossa a comperar l’anello ! Sì, sì, ci voglio andare ! e se l’amassi indarno, andrei sul Ponte Vecchio, ma per buttarmi in Arno ! Mi struggo e mi tormento ! O Dio, vorrei morir ! Babbo, pietà, pietà ! Babbo, pietà, pietà ! | يا أبي العزيز إني أحبه، إنه جميل، إنه جميل! أريد أن أذهب إلى بورتا روسا لشراء الخاتم. (خاتم الزفاف) نعم، نعم، أريد أن أذهب! وإذا كان حبي بلا جدوى سأذهب إلى جسر فتشيو لأرمي نفسي في نهر أرنو! سأهلك نفسي، سأعذب نفسي! يا إلهي! أود أن أموت! أبي، الشفقة، الشفقة! |